# Caaeteboia
Caaeteboia — рід змій родини полозових (Colubridae). Представники цього роду є ендеміками Бразилії.

## Види
Рід Caaeteboia нараховує 2 види:
- Caaeteboia amarali (Wettstein, 1930)
- Caaeteboia gaeli Montingelli, Barbo, Pereira Filho, Santana, França, Grazziotin & Zaher, 2020